# Jørgen Vestergaard
Pour les articles homonymes, voir Vestergaard.
Jørgen Vestergaard est un réalisateur, scénariste, directeur de la photographie, monteur et compositeur danois né le 10 avril 1939 à Thisted au Danemark.

## Filmographie

### comme réalisateur
- 1965 : Vagt ved havet
- 1967 : Don Christobal og Rosita (TV)
- 1967 : Havnen
- 1967 : På vej til solen
- 1970 : Nattergalen (TV)
- 1970 : Snedronningen (TV)
- 1971 : Hjertet, der sladrede (TV)
- 1972 : Rejsekammeraten (TV)
- 1992 : Snøvsen
- 1994 : Snøvsen ta'r springet
- 1999 : Benny, Barbados & Møns Klint (TV)
- 2001 : Storm P. Opfindelser

### comme scénariste
- 1959 : Korthus
- 1967 : Havnen
- 1967 : På vej til solen
- 1970 : Nattergalen (TV)
- 1970 : Snedronningen (TV)
- 1971 : Hjertet, der sladrede (TV)
- 1972 : Rejsekammeraten (TV)
- 1992 : Snøvsen
- 1994 : Snøvsen ta'r springet
- 1999 : Benny, Barbados & Møns Klint (TV)
- 2001 : Storm P. Opfindelser

### comme directeur de la photographie
- 1988 : I morgen er det slut
- 2001 : Storm P. Opfindelser

### comme monteur
- 1965 : Vagt ved havet
- 1988 : I morgen er det slut

### comme compositeur
- 1988 : I morgen er det slut